# Bartha Júlia
Bartha Júlia (Karcag, 1955. február 13.–) magyar orientalista, néprajzkutató, a Magyar Tudományos Akadémia Köztestületének tagja. Kutatási területe a magyar folklór és keleti kapcsolatai, török néprajz, különös tekintettel a török népszokásokra és a török–magyar kulturális érintkezési pontokra a népművészet és a népi táplálkozás terén.

## Életpályája
Szülőhelye meghatározta későbbi pályáját. Karcag a magyar keletkutatás, ezen belül Györffy István, Németh Gyula, Mándoky Kongur István révén a turkológia, illetve Gaál Lászlónak köszönhetően az iranisztika fellegvárának számít, így ez is ösztönzője lett szakmai pályaválasztásának, a nagy elődök követésének. Kisújszállási középiskolai tanulmányait követően felsőfokú tanulmányait Debrecenben, a Tanítóképző Főiskola könyvtár szakán kezdte, végül a Kossuth Lajos Tudományegyetem Néprajz szakán fejezte be. Közben az ELTE Török Filológiai Tanszékének Keleti Nyelvek Kollégiumában szakmai nyelvvizsgával záruló török nyelvű tanulmányokat folytatott. Török, illetve passzív orosz tudása van. A Kossuth Lajos Tudományegyetem Néprajzi Intézete doktori iskolájának „Népek és kultúrák” programjában 2001-ben szerzett summa cum laude doktori Ph.D. fokozatot. Néprajzkutatóként 1984-2002 között a karcagi Györffy István Nagykun Múzeumban dolgozott, majd 2014-ben történt nyugállományba vonulásáig a Jász-Nagykun-Szolnok Megyei Múzeumigazgatóság, egyben a szolnoki Damjanich János Múzeum néprajzi osztályvezetője volt. Mivel kutatási területe a kunsági folklór és annak keleti kapcsolata, a török népek kultúrája, különös tekintettel az anatóliai törökség folklórjára ezért terjesztette ki a kutatást 1988-tól a Közép-Ázsia felé. Több alkalommal volt néprajzi gyűjtőúton Kazakisztánban és Kirgiziában és szinte évente végez gyűjtőmunkát Törökországban, főleg a Közép-és Kelet-anatóliai vidéken. 
Mivel az összehasonlító néprajzi munkákhoz kevés irodalom állt rendelkezésre, ezért Bartha Júlia nagyon sok energiát fordított és fordít ma is a néprajzi terepmunkára és az azt támogató szakmai kötődések kialakítására. Ennek eredményeként komoly és rendszeres kapcsolatot épített ki és tart fenn az Ankarai Egyetem Nyelvi és Földrajzi Fakultásával, valamint az ugyancsak ankarai székhelyű Haccetepe Egyetem néprajzi tanszékével. A törökségi kultúrával foglalkozó monográfiái helyszíni gyűjtések alapján az anatóliai törökök halottkultuszával, az emberélet fordulóihoz fűződő népszokásokkal, a népi építészet, népművészet, az etnobotanika témakörével, valamint az iszlám vallásökológiai megközelítésével, a kultuszok kialakulásával foglalkoznak. Irodalmi fordításai pedig a 20-21. századi török lírai költészet megismerését szolgálják.  
Kutatási eredményeinek feldolgozását többek között OTKA és a Nemzeti Kulturális Alap Alkotói ösztöndíja is segítette. 2016-ban az UNESCO támogatásával a török-magyar táplálkozási kultúra közös pontjait kutató nemzetközi néprajzkutató program hazai szakmai szervezője és tolmácsa volt. A kutatócsoport török partnere két egyetem, az ankarai Gazi Üniversitesi, az eskişehiri Osmangazı Üniversitesi munkatársi gárdája volt, élükön Öcal Oğuzzal, az UNESCO Török Nemzeti Bizottságának elnökével. Bartha Júlia több törökországi nemzetközi folklór-kongresszus előadója volt, emellett a Debreceni Egyetem Néprajzi tanszékén volt tíz szemeszteren keresztül óraadó. Több mint harminc éve vesz részt a történeti Jászkunság kultúrájának kutatását végző Jászkunság Műhely alkotócsoportban, amely három évenként szakmai konferencián ad számot legfrissebb kutatási eredményeiről. Szorosan vett szakmai munkája mellett folyamatosan részt vesz a tudományos közéletben is, tagja a Magyar Néprajzi Társaságnak, a Kőrösi Csoma Társaságnak, a Török-Magyar Baráti Társaságnak, az ankarai Haci Bayram Üniversitesi Edebiyat Dergisi tudományos irodalmi folyóirat szerkesztőbizottságának. A Magyar Tudományos Akadémia Köztestületi tagja. 

### Ösztöndíjai
- Doktorandusz ösztöndíj 2000. Időtartam: 1 év, finanszírozó: Soros Alapítvány. Téma: A Kunság népi kultúrájának keleti elemei.
- OTKA-ösztöndíj 2002-2005. /TO 37310/ Időtartam: 4 év. Finanszírozó: Országos Tudományos Kutatási Alap. Téma: Török néprajz, hagyományok a mai török társadalomban.
- Nemzeti Kulturális Alap Alkotói ösztöndíja – Ismeretterjesztés, környezetkultúra szakmai kollégium 2017. Időtartam: 1 év. Téma: Az iszlám az anatóliai török kultúrában. Vallásökológiai tanulmány.

### Tanulmányutak
Évi rendszerességgel Törökországi tanulmányutak (1988–2021) és 1992, 1996, 1998-ban Közép-Ázsiában, Kazakisztánban, Kirgiziában néprajzi gyűjtőúton vett részt. 2016-ban az UNESCO támogatásával megvalósuló török-magyar néprajzkutató program hazai szakmai szervezője és tolmácsa. A kutatás során a török-magyar táplálkozási kultúra közös pontjait kutatták. A kutatócsoport török partnere az ankarai Gazi Üniversitesi, az eskişehiri Osmangazı Üniversitesi munkatársaiból állt össze. A csoport élén Öcal Oğuz állt, aki egyben az UNESCO Török Nemzeti Bizottság elnöke.  

### Részvétel a tudományos közéletben, civil szervezeti tagság
- 1985 Magyar Néprajzi Társaság, Budapest
- 1985 Kőrösi Csoma Társaság, Budapest
- 1986. Török-Magyar Baráti Társaság, Budapest
- 1996. Barbaricum Irodalmi és Művészeti Egyesület, Barbaricum Könyvműhely, Karcag alapító tag, majd 2005–2011 között elnök
- 2004. Kunszövetség, Karcag
- 2006. Bereki Irodalmi Társaság, Berekfürdő
- 2019. Ankara, Haci Bayram Üniversitesi Edebiyat Dergisi tudományos irodalmi folyóirat szerkesztőbizottságának tagja
- 2009. A Magyar Tudományos Akadémia Köztestületi tagja

## Díjai
- 2000. Jász-Nagykun- Szolnok megye kultúrájáért. Adományozó: JNKSZ megye Közgyűlése
- 2006. Karcag kultúrájáért. Adományozó: Karcag Város Önkormányzata
- 2007. Tájkutató Díj. Adományozó a Magyar Néprajzi Társaság
- 2008. Jász-Nagykun-Szolnok Megye Tudományáért díj Adományozó: a JNSZM Önkormányzata
- 2009. A Magyar Kultúra Lovagja díj. A Falvak Kultúrájáért Alapítvány Bpest.
- 2009. Nagykunságért–díj. Adományozó: Kisújszállás javaslatára Karcag Önkormányzata
- 2014. Jászkunkapitányok Tanácsának Díja. Adományozó: a Jászkun Kapitányok Tanácsa Jászberény
- 2016. Kőrösi Csoma Sándor Keletkutató-díj. Adományozó: Kőrösi Csoma Kulturális Egyesület, Kovászna-Csomakőrös
- 2018. Illéssy-díj – a nagykunkapitányok díja
- 2018. Török békedíj 4. Uluslararası Hoşgörü Tolerans Özkan Mert Onur Ödülleri. Izmit
- 2020. Németh Gyula Emlékérem (TÜRKSOY Ankara)
- 2023. Magyar Ezüst Érdemkereszt. Állami kitüntetés

## Főbb publikációi
- Az anatóliai törökök temetkezési szokásai (monográfia), Studia Folklorisztika et ethnographica 37., Debrecen, 1976
- Fogyó hold. Tanulmányok a török népi kultúráról (Folklór és Ethnográfia, 95), Debrecen, 1997
- Keleti tanulmányok (Keleti örökségünk, 5.), Karcag, 1998
- A Kunság népi kultúrájának keleti elemei (Studia Folklorisztica et Ethnographica 44.) Debrecen, 2002
- Karcagi kistérség (Vadász Istvánnal közösen), Kincses könyvek – Kistérségek értékleltára, Budapest, 2005
- A Nagykunság és vidékének tájházai (Benedek Csabával közösen) Szolnok, 2005
- Török folklór archívum, Szolnok, 2006. CD-ROM
- A Jászságtól Beregig. Az Észak-Alföldi Régió népművészeti öröksége Szolnok, 2005. CD-ROM
- Lále. A hagyományok továbbélése a mai török társadalomban – az emberélet fordulóinak népszokásai (A Jász-Nagykun-Szolnok Megyei Múzeumok Közleményei, 62.), Szolnok, 2006
- Karcag ( kismonográfia) Karcag, 2006
- Nagykunsági néprajzi tanulmányok. Karcag, 2007
- Népviselet a Nagykunságon, Karcag, 2010
- Zarándokútra ment a róka. Anatóliai török állatmesék. Karcag, 2011
- Hit, hagyomány, kultúra Török néprajzi tanulmányok. Szolnok, 2013
- Keleti örökség a Nagykunság népi kultúrájában. Kisújszállás, 2018
- Az iszlám az anatóliai török népi kultúrában. Vallásökológiai tanulmány. Karcag, 2020
- Ezüsthíd. Betekintés a török lírai költészetbe (Gősi Valival közös mű), Karcag
- Kelet kapuja. Tanulmányok a török népi kultúra köréből. Karcag, 2023
- 180 tanulmány az www.academia.edu. oldalon feltöltött publikációs jegyzékben, valamint a Magyar Tudományos Művek Tárában.